# 蘇尼桑那 (亞利桑那州)
蘇尼桑那（英語：Sunizona）是位於美國亞利桑那州科奇斯縣的一個人口普查指定地區。根據2010年美國人口普查，該地人口為281人，而該地的面積約為21.97平方千米。

## 地理
蘇尼桑那的座標為31°52′47″N 109°39′20″W / 31.87972°N 109.65556°W，而該地最高點為海拔高度1413米（即4638英尺）。